# Le Journal
Le Journal è il telegiornale della RTS, filiale francofona della SRG SSR, azienda concessionaria del servizio pubblico radiotelevisivo nella Svizzera.
Il telegiornale è chiamato anche Téléjournal de la Radio Télévision Suisse.

## Storia
Il notiziario televisivo RTS è nato nel 1954. Per ragioni economiche, il telegiornale centralizzato era a Zurigo dove, fino al 1981, i giornalisti di lingua tedesca e ticinese-romanda stavano producendo un "tout en images" che veniva commentato nelle tre lingue nazionali. Bernard Jacques fu presentatore di vedetta; è solo dal 1º gennaio 1982 che il TJ è stato trasferito a Ginevra.
Gli anni 80 con la presentazione di Pierre-Pascal Rossi. L'edizione di mezzogiorno è stata introdotta nel 1984; È presentato da Jean-Philippe Rapp. Nel 1987, ha aperto lo Studio 5, che ha ospitato l'arredamento del Téléjournal fino al 2001.
Nel 1995 viene creato il Téléjournal Genève-régions, seguito nel 1998 dal TJ-Régions, stavolta in onda da Losanna, mentre due anni dopo RTS lancia il secondo canale (attuale RTS 2) e venne creata Soir-Dernière, una nuova versione del TJ Soir.
Nel 2001, in seguito al progetto Actu 2000, il telegiornale non ha più un titolo fisso ma variabile a seconda dell'edizione, dunque i telegiornali diventano Le 12:45, Le 19:30 e Le 23:15. Di conseguenza cambiano anche la veste grafica e gli studi. Nel 2006 il telegiornale subisce un ulteriore rinnovamento, diventando Le Journal e cambiando studi e sigle.

## Redazione

### Presentatori attuali
- Darius Rochebin
- Romaine Morard
- Malika Nedir
- Agnès Wuthrich
- Gaëlle Lavidière
- Amélie Boguet
- Alain Orange
- Elisabeth Logean
- Jennifer Covo
- Viviane Gabriel
- Tania Chytil

### Presentatori del passato
- Benoît Aymon
- Michel Cerutti
- Olivier Dominik
- Hubert Gay-Couttet
- Laurent Huguenin-Elie
- Romaine Jean
- Annette Leemann
- Massimo Lorenzi
- Esther Mamarbachi
- Luigi Marra
- Judith Mayencourt
- David Rihs
- Pierre-Pascal Rossi
- Muriel Siki